# Ленточная пила

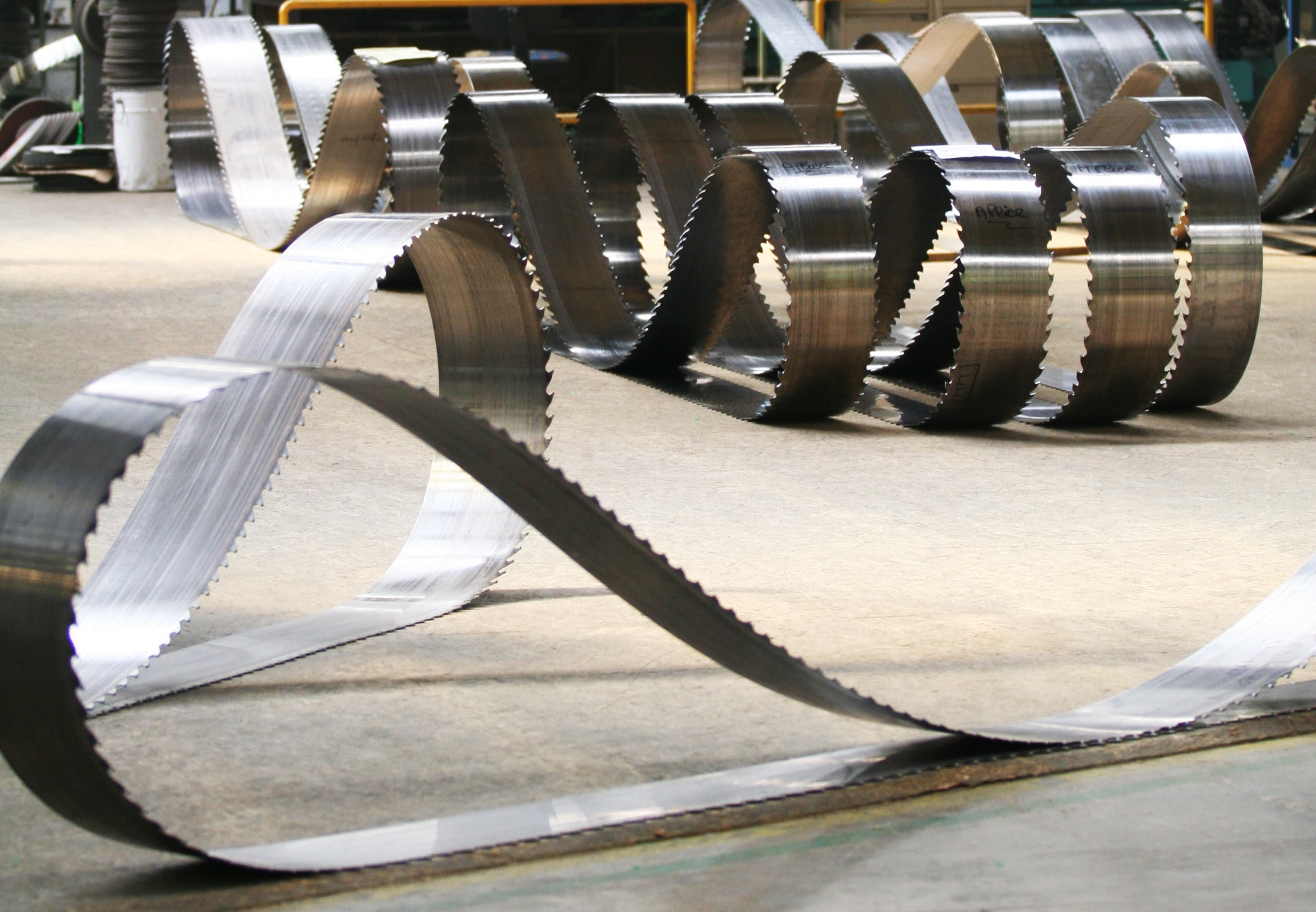
Полотна ленточных пил

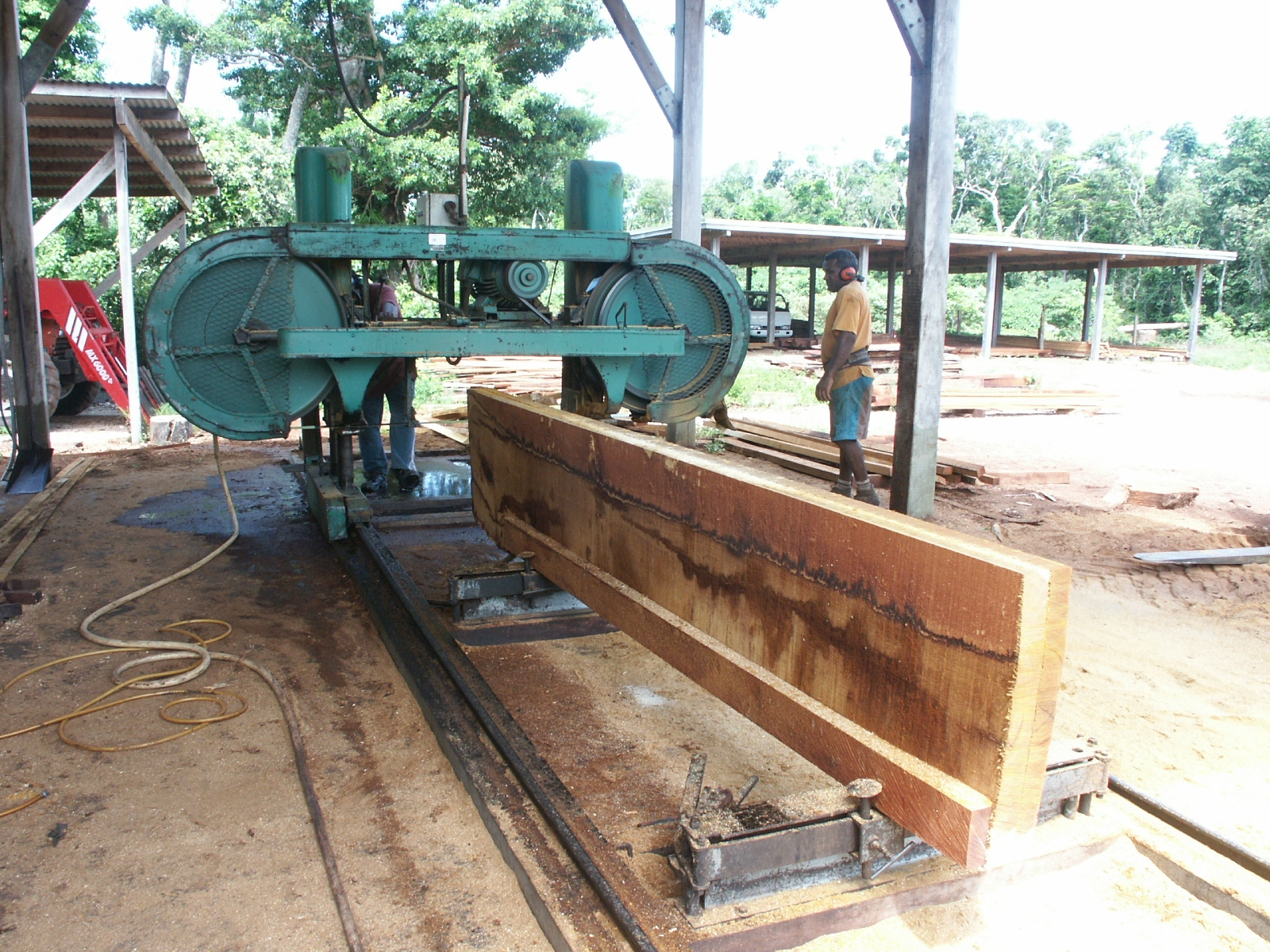
Горизонтальное расположение ленточной пилы в ленточной пилораме

Ленточная пила — многорезцовый режущий инструмент, применяемый в ленточнопильных станках и в ручных ленточнопильных машинах. Представляет собой замкнутую гибкую стальную ленту (кольцо) с зубьями по одному из краёв.
Лента устанавливается на два вращаемых электромотором шкива станка. Ленточная пила позволяет делать прямолинейные и криволинейные пропилы.

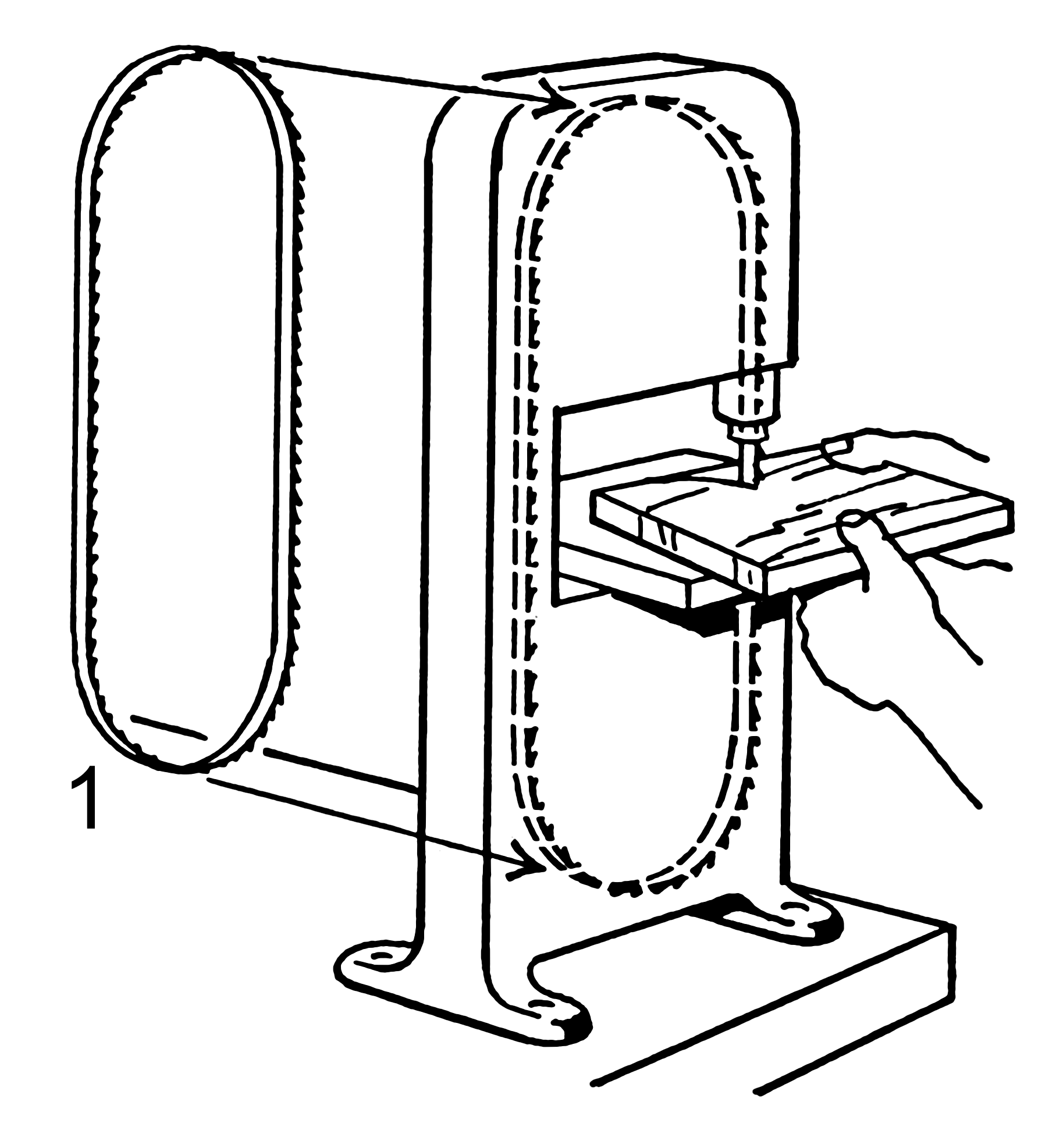
Положение ленточной пилы в станке

## История
Ленточная пила впервые была запатентована в Англии в 1808 году. Спустя 26 лет на пилу такой же конструкции был получен патент во Франции человеком по фамилии Этьено, а еще через 2 года — Б. Бейкером в США.

Однако широкое распространение ленточные пилы получили только в конце XIX века. Причиной такой задержки было то, что производители не могли добиться точного соединения концов ленточной пилы.

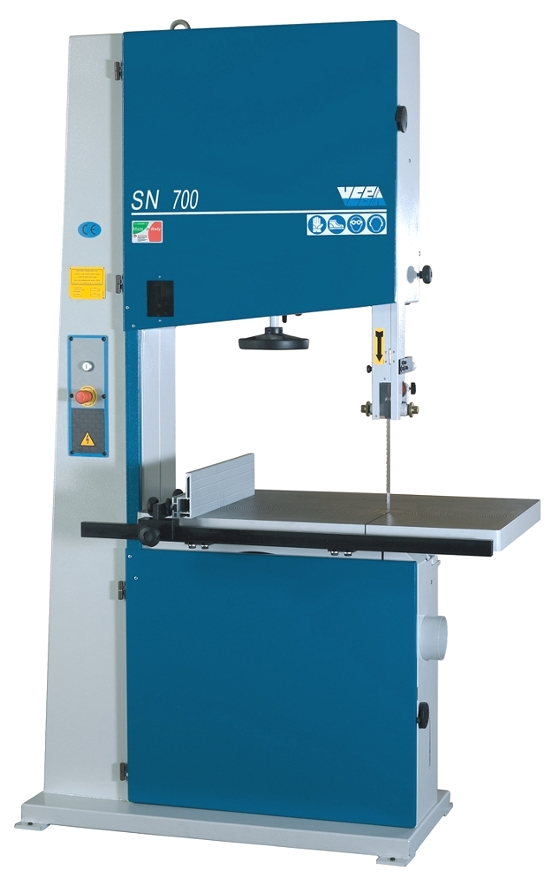
Современный ленточнопильный станок

## Виды ленточных пил
Ленточные пилы бывают трех видов:
- зубчатые пилы
- беззубые пилы трения
- пилы электроискрового действия

Ленточные пилы с зубьями отличаются от ножовочных полотен своей длиной и обычно делаются замкнутыми. По виду они аналогичны ножовочным.
Пилы с зубьями нашли широкое применение, например на ленточнопильных станках по дереву или по металлу. Их применяют также для разрезания мяса, рыбы, минеральной ваты, пенобетона и многих других. Ленточные пилы по дереву используются на ленточных пилорамах.
Ленточные пилы трения работают по тому же принципу, что и круглые пилы трения. Они также имеют зубья, но назначение этих зубьев, как и в круглых пилах трения, несколько иное. Наличие зубьев усиливает в процессе трения выделение тепла, следовательно, увеличивает производительность пилы. Ленточные пилы трения обычно изготавливают шириной от 6 до 25 мм, а толщиной от 0,6 до 1,6 мм.
Ленточные пилы электроискрового действия работают по тому же принципу, как и круглые пилы электроискрового действия. Они применяются при разрезании заготовок толщиной свыше 150 мм которые нельзя разрезать круглыми пилами электроискрового действия ввиду их значительного биения из-за большого диаметра и шага. Ленточные пилы электроискрового действия обеспечивают свободное разрезание заготовок диаметром до 300—400 мм.
Существуют полотна из углеродистой стали (применяются в основном для резки древесины), биметаллические полотна и полотна с твердосплавными зубьями (напайками на зубья из твердого сплава).
Наиболее распространены биметаллические полотна. Для резки металлов кромки зубьев полотен должны быть твёрдыми, а полотно — гибким, поэтому полотна — биметаллические (из двух металлов). Основа — полоса металла из жёсткой пружинной стали (за счёт этого полотно гибкое), к ней электронно-лучевой сваркой приваривается проволока из быстрорежущей инструментальной стали (за счёт этого режется заготовка), затем фрезеруются зубья.
Изготовление пилы на конкретные станки включает отрезку в размер и сварку в кольцо с зачисткой сварного шва. Сварка ленточных пил осуществляется на оборудовании контактной стыковой сварки. После зачистки на зачистной машинке шов почти незаметен, получается бесконечная ленточная пила с зубьями.
Существуют как универсальные полотна широкого применения, так и специальные полотна, рекомендуемые для конкретных видов сталей. Область применения полотен определяется шагом зубьев (их размером), твёрдостью зубьев, геометрией зубьев, разводкой.
1. Чем крупнее заготовка, тем крупнее должны быть зубья на подобранной пиле. Сплошной металл больших размеров режется крупными зубьями. Для снижения резонансных явлений и увеличения диапазонов длин резания одной пилой используется переменный шаг зубьев (зубья разной крупности на одном полотне).
2. Твёрдость зубьев. Обычно повсеместно используется полотно с обозначением М42 (твердость кромки зубьев по Виккерсу 950 ед.). Для резания инструментальной стали рекомендуется полотно с повышенной твёрдостью зубьев М71 (максимально высокая твердость кромки зубьев, по Виккерсу 1000 ед.) или M51.
3. Геометрия зубьев: профиль зуба и угол заточки. Например, для резания труб и профильных материалов (уголок, швеллер и другие конструкции) характерны вибрации и ударные воздействия, приводящие к скалыванию зубьев обычных полотен, поэтому рекомендуется полотно с усиленными спинками зубьев. Для резания нержавеющей стали, характеризующейся вязкостью (вязкий материал, вязкая стружка) рекомендуется полотно с острым углом заточки 15 % и большим межзубьевым пространством.
4. Разводка зубьев: для резки крупных размеров сплошного металла рекомендуется полотно с чередованием широкой и узкой разводки зубьев во избежание эффекта защемления.